# Чирешу (Арджеш)
Чирешу (рум. Cireșu) — село у повіті Арджеш в Румунії. Входить до складу комуни Кетяска.
Село розташоване на відстані 91 км на північний захід від Бухареста, 17 км на південний схід від Пітешть, 108 км на північний схід від Крайови, 109 км на південний захід від Брашова.

## Населення
За даними перепису населення 2002 року у селі проживали 734 особи, усі — румуни. Усі жителі села рідною мовою назвали румунську.